# National Register of Historic Places in Massachusetts

Verteilung der NRHP-Einträge in Massachusetts

Diese Aufstellung enthält alle Listeneinträge mit physischen Objekten und sog. historischen Bezirken, die im National Register of Historic Places (NRHP) im Bundesstaat Massachusetts der Vereinigten Staaten eingetragen sind. Es handelt sich insgesamt um mehr als 4200 Positionen, die sich über alle 14 Countys verteilen und etwa 5 % der Gesamteinträge im NRHP repräsentieren. Lediglich New York weist mehr Einträge auf.
Ab ca. 200 Positionen erfolgt aus Gründen der Übersichtlichkeit eine weiterführende Untergliederung auf Stadtebene. Boston und Worcester sind nochmals unterteilt.

## Anzahl der Objekte und Distrikte nach County
|       | \| \| County \| Liste der Einträge in das NRHP im County \| Anzahl \| \| ----- \| ------------------------------------------ \| ----------------------------------------- \| ------- \| \| 1 \| Barnstable County \| NRHP-Einträge im Barnstable County \| 118 \| \| 1.1 \| Barnstable \| NRHP-Einträge in Barnstable \| 85 \| \| 2 \| Berkshire County \| NRHP-Einträge im Berkshire County \| 167 \| \| 3 \| Bristol County \| NRHP-Einträge im Bristol County \| 128 \| \| 3.1 \| Bristol County: Fall River \| NRHP-Einträge in Fall River \| 102 \| \| 3.2 \| Bristol County: New Bedford \| NRHP-Einträge in New Bedford \| 43 \| \| 3.3 \| Bristol County: Taunton \| NRHP-Einträge in Taunton \| 95 \| \| 4 \| Dukes County \| NRHP-Einträge im Dukes County \| 21 \| \| 5 \| Essex County \| NRHP-Einträge im Essex County \| 213 \| \| 5.1 \| Essex County: Andover \| NRHP-Einträge in Andover \| 51 \| \| 5.2 \| Essex County: Gloucester \| NRHP-Einträge in Gloucester \| 33 \| \| 5.3 \| Essex County: Ipswich \| NRHP-Einträge in Ipswich \| 31 \| \| 5.4 \| Essex County: Lawrence \| NRHP-Einträge in Lawrence \| 24 \| \| 5.5 \| Essex County: Lynn \| NRHP-Einträge in Lynn \| 28 \| \| 5.6 \| Essex County: Methuen \| NRHP-Einträge in Methuen \| 45 \| \| 5.7 \| Essex County: Salem \| NRHP-Einträge in Salem \| 46 \| \| 6 \| Franklin County \| NRHP-Einträge im Franklin County \| 51 \| \| 7 \| Hampden County \| NRHP-Einträge im Hampden County \| 151 \| \| 8 \| Hampshire County \| NRHP-Einträge im Hampshire County \| 76 \| \| 9 \| Middlesex County \| NRHP-Einträge im Middlesex County \| 198 \| \| 9.1 \| Middlesex County: Arlington \| NRHP-Einträge in Arlington \| 64 \| \| 9.2 \| Middlesex County: Cambridge \| NRHP-Einträge in Cambridge \| 205 \| \| 9.3 \| Middlesex County: Concord \| NRHP-Einträge in Concord \| 27 \| \| 9.4 \| Middlesex County: Framingham \| NRHP-Einträge in Framingham \| 17 \| \| 9.5 \| Middlesex County: Lowell \| NRHP-Einträge in Lowell \| 41 \| \| 9.6 \| Middlesex County: Marlborough \| NRHP-Einträge in Marlborough \| 17 \| \| 9.7 \| Middlesex County: Medford \| NRHP-Einträge in Medford \| 36 \| \| 9.8 \| Middlesex County: Newton \| NRHP-Einträge in Newton \| 188 \| \| 9.9 \| Middlesex County: Reading \| NRHP-Einträge in Reading \| 90 \| \| 9.10 \| Middlesex County: Sherborn \| NRHP-Einträge in Sherborn \| 25 \| \| 9.11 \| Middlesex County: Somerville \| NRHP-Einträge in Somerville \| 83 \| \| 9.12 \| Middlesex County: Stoneham \| NRHP-Einträge in Stoneham \| 69 \| \| 9.13 \| Middlesex County: Wakefield \| NRHP-Einträge in Wakefield \| 96 \| \| 9.14 \| Middlesex County: Waltham \| NRHP-Einträge in Waltham \| 109 \| \| 9.15 \| Middlesex County: Weston \| NRHP-Einträge in Weston \| 15 \| \| 9.16 \| Middlesex County: Winchester \| NRHP-Einträge in Winchester \| 68 \| \| 10 \| Nantucket County \| NRHP-Einträge im Nantucket County \| 4 \| \| 11 \| Norfolk County \| NRHP-Einträge im Norfolk County \| 121 \| \| 11.1 \| Norfolk County: Brookline \| NRHP-Einträge in Brookline \| 98 \| \| 11.2 \| Norfolk County: Milton \| NRHP-Einträge in Milton \| 28 \| \| 11.3 \| Norfolk County: Quincy \| NRHP-Einträge in Quincy \| 109 \| \| 12 \| Plymouth County \| NRHP-Einträge im Plymouth County \| 124 \| \| 13 \| Suffolk County \| NRHP-Einträge im Suffolk County \| 22 \| \| 13.1 \| Suffolk County: Nördliches Boston \| NRHP-Einträge im nördlichen Boston \| 144 \| \| 13.2 \| Suffolk County: Südliches Boston \| NRHP-Einträge im südlichen Boston \| 151 \| \| 14 \| Worcester County \| NRHP-Einträge im Worcester County \| 230 \| \| 14.1 \| Worcester County: Southbridge \| NRHP-Einträge in Southbridge \| 83 \| \| 14.2 \| Worcester County: Uxbridge \| NRHP-Einträge in Uxbridge \| 53 \| \| 14.3 \| Worcester County: Östliches Worcester \| NRHP-Einträge im östlichen Worcester \| 97 \| \| 14.4 \| Worcester County: Nordwestliches Worcester \| NRHP-Einträge im nordwestlichen Worcester \| 102 \| \| 14.5 \| Worcester County: Südwestliches Worcester \| NRHP-Einträge im südwestlichen Worcester \| 80 \| \| Summe \| Summe \| Summe \| 4.302 1 \| |                                           |         |
|       | County | Liste der Einträge in das NRHP im County  | Anzahl  |
| 1     | Barnstable County | NRHP-Einträge im Barnstable County        | 118     |
| 1.1   | Barnstable | NRHP-Einträge in Barnstable               | 85      |
| 2     | Berkshire County | NRHP-Einträge im Berkshire County         | 167     |
| 3     | Bristol County | NRHP-Einträge im Bristol County           | 128     |
| 3.1   | Bristol County: Fall River | NRHP-Einträge in Fall River               | 102     |
| 3.2   | Bristol County: New Bedford | NRHP-Einträge in New Bedford              | 43      |
| 3.3   | Bristol County: Taunton | NRHP-Einträge in Taunton                  | 95      |
| 4     | Dukes County | NRHP-Einträge im Dukes County             | 21      |
| 5     | Essex County | NRHP-Einträge im Essex County             | 213     |
| 5.1   | Essex County: Andover | NRHP-Einträge in Andover                  | 51      |
| 5.2   | Essex County: Gloucester | NRHP-Einträge in Gloucester               | 33      |
| 5.3   | Essex County: Ipswich | NRHP-Einträge in Ipswich                  | 31      |
| 5.4   | Essex County: Lawrence | NRHP-Einträge in Lawrence                 | 24      |
| 5.5   | Essex County: Lynn | NRHP-Einträge in Lynn                     | 28      |
| 5.6   | Essex County: Methuen | NRHP-Einträge in Methuen                  | 45      |
| 5.7   | Essex County: Salem | NRHP-Einträge in Salem                    | 46      |
| 6     | Franklin County | NRHP-Einträge im Franklin County          | 51      |
| 7     | Hampden County | NRHP-Einträge im Hampden County           | 151     |
| 8     | Hampshire County | NRHP-Einträge im Hampshire County         | 76      |
| 9     | Middlesex County | NRHP-Einträge im Middlesex County         | 198     |
| 9.1   | Middlesex County: Arlington | NRHP-Einträge in Arlington                | 64      |
| 9.2   | Middlesex County: Cambridge | NRHP-Einträge in Cambridge                | 205     |
| 9.3   | Middlesex County: Concord | NRHP-Einträge in Concord                  | 27      |
| 9.4   | Middlesex County: Framingham | NRHP-Einträge in Framingham               | 17      |
| 9.5   | Middlesex County: Lowell | NRHP-Einträge in Lowell                   | 41      |
| 9.6   | Middlesex County: Marlborough | NRHP-Einträge in Marlborough              | 17      |
| 9.7   | Middlesex County: Medford | NRHP-Einträge in Medford                  | 36      |
| 9.8   | Middlesex County: Newton | NRHP-Einträge in Newton                   | 188     |
| 9.9   | Middlesex County: Reading | NRHP-Einträge in Reading                  | 90      |
| 9.10  | Middlesex County: Sherborn | NRHP-Einträge in Sherborn                 | 25      |
| 9.11  | Middlesex County: Somerville | NRHP-Einträge in Somerville               | 83      |
| 9.12  | Middlesex County: Stoneham | NRHP-Einträge in Stoneham                 | 69      |
| 9.13  | Middlesex County: Wakefield | NRHP-Einträge in Wakefield                | 96      |
| 9.14  | Middlesex County: Waltham | NRHP-Einträge in Waltham                  | 109     |
| 9.15  | Middlesex County: Weston | NRHP-Einträge in Weston                   | 15      |
| 9.16  | Middlesex County: Winchester | NRHP-Einträge in Winchester               | 68      |
| 10    | Nantucket County | NRHP-Einträge im Nantucket County         | 4       |
| 11    | Norfolk County | NRHP-Einträge im Norfolk County           | 121     |
| 11.1  | Norfolk County: Brookline | NRHP-Einträge in Brookline                | 98      |
| 11.2  | Norfolk County: Milton | NRHP-Einträge in Milton                   | 28      |
| 11.3  | Norfolk County: Quincy | NRHP-Einträge in Quincy                   | 109     |
| 12    | Plymouth County | NRHP-Einträge im Plymouth County          | 124     |
| 13    | Suffolk County | NRHP-Einträge im Suffolk County           | 22      |
| 13.1  | Suffolk County: Nördliches Boston | NRHP-Einträge im nördlichen Boston        | 144     |
| 13.2  | Suffolk County: Südliches Boston | NRHP-Einträge im südlichen Boston         | 151     |
| 14    | Worcester County | NRHP-Einträge im Worcester County         | 230     |
| 14.1  | Worcester County: Southbridge | NRHP-Einträge in Southbridge              | 83      |
| 14.2  | Worcester County: Uxbridge | NRHP-Einträge in Uxbridge                 | 53      |
| 14.3  | Worcester County: Östliches Worcester | NRHP-Einträge im östlichen Worcester      | 97      |
| 14.4  | Worcester County: Nordwestliches Worcester | NRHP-Einträge im nordwestlichen Worcester | 102     |
| 14.5  | Worcester County: Südwestliches Worcester | NRHP-Einträge im südwestlichen Worcester  | 80      |
| Summe | Summe | Summe                                     | 4.302 1 |